# Слезак, Томас Александр
То́мас Алекса́ндр Сле́зак (нем. Thomas Alexander Szlezák) (р. 12.07.1940, Будапешт) — немецкий филолог-классик и историк философии.
Является одним из видных представителей «тюбингенской школы» платоноведения, получившей широчайшую мировую известность благодаря своему новаторскому подходу к реконструкции философских взглядов великого греческого мыслителя. В журнале Bryn Mawr Classical Review — авторитетном американском издании, публикующем рецензии на произведения, посвящённые исследованию античности — Т.А. Слезак недавно был назван «одним из немногих ныне живущих патриархов классической филологии» («one of the few grand old men of classics left today»).
С 1959 по 1967 год Т.А. Слезак изучал классическую филологию, философию и историю в университетах Эрлангена, Мюнхена и Тюбингена. В 1969 году в Берлинском Техническом университете защитил кандидатскую диссертацию на тему «Псевдо-Архит о категориях. Тексты к греческой экзегезе Аристотеля» (Pseudo-Archytas über die Kategorien. Texte zur griechischen Aristoteles-Exegese), а в 1976 году в Цюрихском университете — докторскую диссертацию «Платон и Аристотель в учении Плотина о нусе» (Platon und Aristoteles in der Nuslehre Plotins), в которой впервые подвергается систематическому филологическому анализу плотиновский метод философской экзегезы классиков — Платона и Аристотеля.
В 1985 году выходит книга Т.А. Слезака «Платон и письменность философии» (Platon und die Schriftlichkeit der Philosophie). Предложенная в ней интерпретация ранних и средних диалогов показывает, что понимание платоновских сочинений в качестве самодостаточных произведений (которым по этой причине не требовалось бы дополнения со стороны устной философии Платона) опровергается самим же платоновским текстом — результат, в корне изменивший характер продолжавшейся десятилетиями дискуссии вокруг устной философии принципов Платона. В 2004 году под названием «Образ диалектика в поздних диалогах Платона» (Das Bild des Dialektikers in Platons späten Dialogen) выходит в свет вторая часть исследования «Платон и письменность философии», а годом ранее — сборник статей «Идея блага в „Государстве“ Платона» (Die Idee des Guten in Platons Politeia. Beobachtungen zu den mittleren Büchern). Международный успех снискала книга Т. А. Слезака «Как читать Платона» (Platon lesen), вышедшая в 1993 году и переведённая на 17 языков (русский перевод был опубликован в 2009 г.).
К областям научного интереса Т.А. Слезака также относятся греческая трагедия V в. до н. э. и «Метафизика» Аристотеля; помимо ряда статей и рецензий на эти темы, опубликованных им за прошедшие годы, следует в первую очередь упомянуть выполненный им перевод «Метафизики», вышедший в свет в Берлине в 2003 году. Кроме того Т. А. Слезаку принадлежит значительный вклад в изучение поэзии Гомера и истории древнегреческой культуры: в 2010 г. он публикует обобщающее исследование «Чем Европа обязана грекам» (Was Europa den Griechen verdankt), а в 2012 г. — монографию «Гомер, или рождение западноевропейской поэзии» (Homer oder die Geburt der abendländischen Dichtung).
С 1990 г. по 2006 г. Т.А. Слезак преподаёт на кафедре древнегреческой филологии Тюбингенского университета.
В 2004 году ему присуждается звание почётного гражданина «города Платона» Сиракузы (Cittadinanza Onoraria di Siracusa) в знак признания его заслуг в области платоноведения.
В 1989 году Т.А. Слезак стал одним из основателей Международного Платоновского общества (International Plato Society), где в разное время выполнял обязанности члена исполнительного комитета и члена редакционной коллегии.

## Сочинения
- Как читать Платона = Platon lesen. — Издательство Санкт-Петербургского государственного университета, 2009. — 312 с. — ISBN 978-5-288-04780-0.